# 贝坦
贝坦（法語：Betting，法語發音：[bɛtɛ̃]；洛林法兰克语：Bettinge）是法国摩泽尔省的一个市镇，属于福尔巴克-布莱摩泽尔区。

## 地理
贝坦（49°7'40"N, 6°49'1"E）面积4.45 平方千米，位于法国大東部大區摩泽尔省，该省份为法国东北部内陆省份，是洛林的一部分，西南接默尔特-摩泽尔省，东临下莱茵省，北与卢森堡和德国接壤。
与贝坦接壤的市镇（或旧市镇、城区）包括：贝南莱圣阿沃尔德、科什伦、弗雷曼-梅尔勒巴克、根维莱尔、上翁堡、桑布斯。
贝坦的时区为UTC+01:00、UTC+02:00（夏令时）。

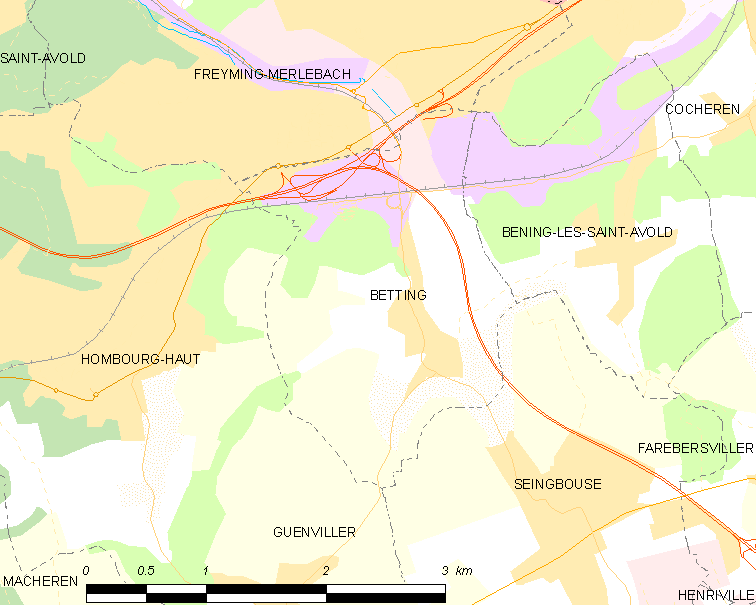
贝坦的OSM定位图

## 行政
贝坦的邮政编码为57800，INSEE市镇编码为57073。

## 政治
贝坦所属的省级选区为弗雷曼-梅尔勒巴克县。

## 人口

1962-2008年间贝坦人口变化图示

贝坦于2022年1月1日时的人口数量为860人。